# محطة قطار البويرة
محطة البويرة هي محطة قطار جزائرية تقع في بلدية البويرة في ولاية البويرة .

## موقع في السكك الحديدية
تم إنشاؤه على ارتفاع 512 ميتر ، ويقع في نقطة الكيلومتر (PK) 122,500 من الخط الممتد من الجزائر العاصمة إلى سكيكدة ، حيث يسبقه محطة ذراع الميزان ويتبعه محطة الإسنام .

## خدمة الركاب

### خدمة
محطة البويرة تخدمها:
- قطارات المسافات الطويلة:
  - الجزائر - عنابة ؛
  - الجزائر - باتنة ؛
  - الجزائر - تبسة ؛
  - الجزائر - تقرت ؛
- القطارات الإقليمية للاتصالات:
  - الجزائر - سطيف ؛
  - الجزائر - بجاية ؛
  - الجزائر - البويرة .

## أنظر أيضا

### مَقالات ذات صلة
- خط من الجزائر إلى سكيكدة
- قائمة محطات القطارات في الجزائر

### رَوابط خارجية
- "SNTF". Société nationale des transports ferroviaires (SNTF). مؤرشف من الأصل في 2025-07-02..

قالب:Desserte gare/début
قالب:Desserte gare
قالب:Desserte gare
قالب:Desserte gare
قالب:Desserte gare
قالب:Desserte gare
قالب:Desserte gare
قالب:Desserte gare
قالب:Desserte gare/fin